# Animal Planet
Animal Planet (stilizat în toate litere mici din 2018) este un canal american multinațional de televiziune cu plată, și site asociat de conținut AnimalPlanet.com, deținut de unitatea Warner Bros. Discovery Networks a Warner Bros. Discovery. Înființat la 1 iunie 1996, canalul se devotă în principal la seriale și documentare despre animale sălbatice și animale de compane domestice.
Canalul a fosr inițial un parteneriat cu BBC Worldwide și a fost în principal axat pe documentare în natură despre viața în sălbăticie destinate audienței de familie. În 2008, Animal Planet s-a relansat cu o direcție mai matură de programe, cu un accent mai mare pe portrete agresive și prădătoare ale animalelor și de asemenea o creștere în emisiuni reality urmărind personalități implicate în ocupații și investigații legate de animale. Animal Planet s-a relansat din nou în octombrie 2018, pivotând departe de marca sa mai agresivă.
La data de noiembrie 2023, Animal Planet este disponibil la aproximativ 70 de milioane de locuințe cu televiziune în Statele Unite, în scădere de la vârful său din 2011 de 98 de milioane.

## Emisiuni
- Animale de speriat
- Poliția aligatorilor
- Shamwari - Viața într-o rezervație
- Întâlnire cu leneșii
- Animale năzdrăvane
- Căsuțe în copaci
- Acvarii la comandă
- Monștrii apelor
- În sălbăticia Africii
- Keiko, balena vedetă
- Războiul dinozaurilor
- Animale ucigașe
- Povestea rinocerului Phila
- Am scăpat de rechin
- Bahama Blue
- Misterul insulelor ucigașe
- O pradă umană
- Locuri bestiale
- Insule sălbatice
- America de Nord
- Orașe sălbatice
- Planeta mutaților
- Acasă la marele alb
- Lumea dinozaurilor
- Frați de mlaștină
- Sânge de tigroaică
- Veterinarul de pe Plaja Bondi
- Noaptea
- Salvați câinii!
- În căutarea elefanților din Knysna
- Lumea animalelor-Necenzurat
- Top 10
- Pisici infernale
- Sălbatica Iberie
- Zoltan Omul lup